# امپیسیکینا
امپیسیکینا (به لاتین: Ampisikina) یک سکونتگاه مسکونی در ماداگاسکار است که در ساوا (ماداگاسکار) واقع شده‌است.

## خصوصیات
امپیسیکینا ۴٬۰۰۰ نفر جمعیت دارد و ۲۵ متر بالاتر از سطح دریا واقع شده‌است.